# Guy Chambefort
Pour les articles homonymes, voir Chambefort.
Guy Chambefort, né le 14 octobre 1944 à Saint-Étienne (Loire), est un homme politique socialiste français. Maire d'Yzeure de 1989 à 2014, il est député de la Première circonscription de l'Allier du 20 juin 2007 au 20 juin 2017 et membre du conseil général de l'Allier  de 1985 à 2012, dont il est le Premier vice-président chargé des finances de 1998 à 2001.

## Biographie
Guy Chambefort est diplômé de l'École nationale d'ingénieurs de Saint-Étienne, il travaille comme professeur de construction mécanique et est aujourd'hui retraité.
Depuis 1977, il est conseiller municipal d'Yzeure, la principale commune de la banlieue de Moulins avec 12 696 habitants et en devient maire le 25 mars 1989, le restant pendant 25 ans, jusqu'en 2014.
Ancien membre du Parti socialiste (PS), il en est exclu pour s'être porté candidat aux élections législatives de 2007 contre Delphine Mayrargue, candidate officielle du PS, dans la Première circonscription de l'Allier. Il devance cependant nettement cette dernière au premier tour en obtenant 30,45 % des voix contre 8,66 % pour Mme Mayrargue. Il est ensuite élu député le 17 juin 2007, pour la XIIIe législature (2007-2012), en obtenant 54,53 % des suffrages contre le député sortant Pierre-André Périssol (UMP, maire de Moulins). Il siège comme apparenté au groupe Socialiste, radical, citoyen et divers gauche et est membre de la Commission de la Défense nationale et des Forces armées. Il réintègre ensuite le groupe socialiste à l'Assemblée.
Il est conseiller général de l'Allier depuis le 1er mars 1985. À la suite de son élection comme député, il démissionne du conseil général le 13 juillet 2007, conformément à la loi sur le cumul des mandats.

## Mandats
Député
- 20/06/2007 - 20/06/2017 : Député de la première circonscription de l'Allier

Conseiller général
- 01/03/1985 - 21/03/1992 : Membre du conseil général de l'Allier
- 29/03/1992 - 14/03/1998 : Membre du conseil général de l'Allier
- 22/03/1998 - 10/03/2001 : Vice-président du conseil général de l'Allier, chargé des finances et du personnel
- 11/03/2001 - 13/07/2007 : Membre du conseil général de l'Allier

Conseiller municipal / Maire
- 13/03/1977 - 06/03/1983 : Conseiller municipal d'Yzeure (Allier),
- 06/03/1983 - 20/03/1989 : Adjoint au maire d'Yzeure
- 25/03/1989 - 18/06/1995 : Maire d'Yzeure
- 18/06/1995 - 18/03/2001 : Maire d'Yzeure
- 18/03/2001 - 09/03/2008 : Maire d'Yzeure
- 09/03/2008 - 31/03/2014 : Maire d'Yzeure

Mandats intercommunaux
- 2001-2014 : Second vice-président de la communauté d'agglomération de Moulins, chargé des finances